# Крепол
Крепол (фр. Crépol) насеље је и општина у источној Француској у региону Рона-Алпи, у департману Дром која припада префектури Валанс.
По подацима из 2011. године у општини је живело 526 становника, а густина насељености је износила 46,06 становника/km². Општина се простире на површини од 11,42 km². Налази се на средњој надморској висини од 298 метара (максималној 491 m, а минималној 260 m).

## Демографија
| 1962. | 1968. | 1975. | 1982. | 1990. | 1999. | 2011. |
| ----- | ----- | ----- | ----- | ----- | ----- | ----- |
| 421   | 430   | 341   | 374   | 424   | 470   | 526   |

График промене броја становника у току последњих година